# L'odalisca (Fortuny 1862)
L'odalisca è un dipinto a olio realizzato dal pittore spagnolo Marià Fortuny i Marsal nel 1862, a Roma, e attualmente facente parte di una collezione privata. L'opera infatti venne venduta all'asta nel 2016 da un sito d'aste a un collezionista privato.

## Descrizione
L'opera ritrae un'odalisca, nuda eccetto per dei bracciali e gli orecchini, sdraiata su un letto con una coperta verde, mentre si guarda allo specchio. La giovane dai lunghi capelli scuri si porta una mano sulla fronte mentre si contempla. Sullo sfondo si notano le pareti della stanza decorate da delle piastrelle, mentre il riflesso dello specchio consente di vedere un arco a sesto acuto in stile moresco, che consente di ambientare l'opera in un contesto orientalista. La luminosità si focalizza sull'incarnato della donna, dipinto con delle pennellate precise e prestando molta attenzione ai dettagli, allorché le pareti dello sfondo sono in penombra.
Le odalische, le schiave dei sultani ottomani, furono uno dei temi preferiti di Marià Fortuny durante il suo soggiorno romano; i loro bei corpi nudi riposano disegnati in pose riprese in varie prospettive su dei divani coperti di lenzuoli lussuosi. Dopotutto, un anno prima, nel 1861, l'artista aveva dipinto un dipinto omonimo sullo stesso tema, oggi conservato a Barcellona e ritenuto uno dei capolavori del Fortuny. Con queste opere, mentre faceva dei progressi nel disegno accademico, evocava gli ambienti marocchini che tanto ammirava, senza dimenticarsi dei riferimenti orientali dei maestri francesi, come il Delacroix.